# Christus vivit
Christus vivit is de postsynodale brief van paus Franciscus na de bisschoppensynode over jongeren, geloof en roeping die werd gehouden in oktober 2018 in Rome. Deze exhortatie dateert van 25 maart 2019 en werd in het Nederlands vertaald als Christus leeft. In de brief richt de paus zich tot heel het volk van God, tot de herders en tot de gelovigen, want allemaal worden we uitgedaagd en ertoe aangezet na te denken over en voor jonge mensen.